# II. Róbert francia király
II. (Jámbor) Róbert (Orléans, 972. március 27. – Melun, 1031. július 20.) Capeting-házbeli francia király volt 996 és 1031 között, Capet Hugó francia király és Aquitániai Adelheid fia.

## Uralkodása
Róbertet apja már 987. december 30-án társuralkodóként megkoronáztatta a francia nemesekkel, hogy biztosítsa a Capeting-ház uralkodását. A valós uralmat azonban csak 996-ban kezdte meg. 
A „jámbor” melléknevet azért kapta, mert buzgó vallásos volt. Ennek ellenére V. Gergely pápa ideiglenesen kiközösítette a házasságával kapcsolatos problémák miatt. Az eretnekséget nem tűrte és keményen büntette. Tehetséges volt a zenében, zeneszerző és költő is volt.

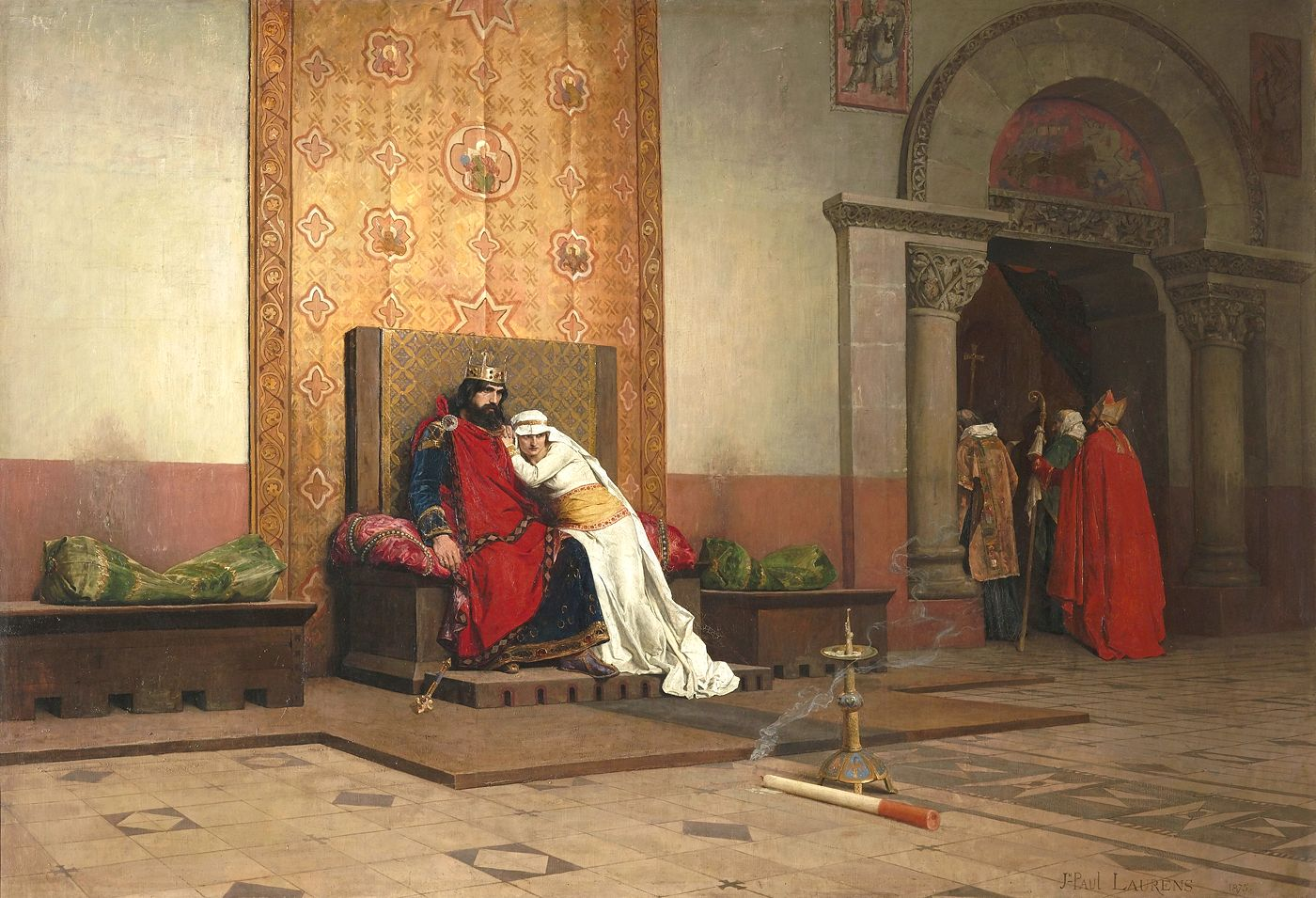
Jámbor Róbert kiközösítése, Jean-Paul Laurens festménye, 1875

A Róbert által örökölt királyság nem volt nagy, ezért minden alkalmat megragadott a kiterjesztésére. Ha valamelyik hűbérbirtok gazda nélkül maradt, rögtön bejelentette rá igényét, persze mindig jelentkeztek ellenigénylők is. 1003-ban megtámadta Burgundiát, de csak 1016-ban sikerült magát elismertetnie Burgundia hercegeként.
Jámborsága ellenére kevés barátja és sok ellensége volt, ez utóbbiak közé sorolandók a saját fiai is. I. Henrik francia király és I. Róbert burgundiai herceg polgárháborúban fordultak ellene, és le is győzték. A fiaival folytatott háború során halt meg.

## Családja
- Feleségei:
  - Susanne (Rosala), itáliai hercegnő. Özvegy volt és sokkal idősebb Róbertnél. Róbert egy év múlva elvált tőle, mivel a 38 éves asszony nem tudott gyermekeket szülni.
  - Bertha, burgundiai hercegnő. Mivel unokatestvérek voltak, V. Gergely pápa nem engedélyezte a házasságot és kiközösítette Róbertet. El kellett tőle válnia 1004-ben, hogy feloldják a kiközösítést. Hosszú tárgyalások után II. Szilveszter pápa a büntetést hét évi penitenciára változtatta. A házasságból egy halva született gyermek származott.
  - Constance d'Arles. Becsvágyó és intrikus nő, aki bátorította fiai lázadását apjuk ellen. Gyermekei:
    - Advisa, Auxerre grófnője, (kb. 1003-1063)
    - Hugó társkirály (1007-1025)
    - I. Henrik francia király (1008-1060)
    - I. Róbert burgundiai herceg (1011-1076)
    - Eudes (1013-1056)
    - Adelaide (kb.1014-1079)
    - Beatrice (?-1072)
    - Rudolf (törvénytelen)
    - Adela Capet
    - Constance (1014-?)

## Művészete
Korának egyik legjelesebb zeneszerzője és himnusz-költője volt. Legszebb kompozíciója a Veni sancte spiritus.
| Himnusz a Szentlélekhez \| Jőjj Szentlélek-isten, jőjj s áraszd ki a mennyekből fényességed sugarát! Jőjj, ki árvák atyja vagy, jőjj, ki szívek lángja vagy, ajándékos jóbarát! Jőjj áldott vigasztalás, drága vendég, lelkitárs, legédesebb enyhülés: fáradságra nyugalom, hőség ellen oltalom, zokogásban könnyülés! Jőjj és töltsd be híveid legtitkosabb szíveit, boldogító égi tűz! Semmi, semmi nélküled az emberben nem lehet, semmi tiszta, semmi szűz. \| Mosd, amit a szenny belep, öntözd, ami eleped, seb fájását csillapítsd; ami dermedt, élesztgesd, ami fagyos, melengesd, ami hibás, igazítsd! Benned minden bizalom! Osszad, osszad pazaron hét szent ajándékodat: adj érdemre jobbulást, üdvösséges kimulást; s örök vigasságot adj! \| | |
| Jőjj Szentlélek-isten, jőjj s áraszd ki a mennyekből fényességed sugarát! Jőjj, ki árvák atyja vagy, jőjj, ki szívek lángja vagy, ajándékos jóbarát! Jőjj áldott vigasztalás, drága vendég, lelkitárs, legédesebb enyhülés: fáradságra nyugalom, hőség ellen oltalom, zokogásban könnyülés! Jőjj és töltsd be híveid legtitkosabb szíveit, boldogító égi tűz! Semmi, semmi nélküled az emberben nem lehet, semmi tiszta, semmi szűz. | Mosd, amit a szenny belep, öntözd, ami eleped, seb fájását csillapítsd; ami dermedt, élesztgesd, ami fagyos, melengesd, ami hibás, igazítsd! Benned minden bizalom! Osszad, osszad pazaron hét szent ajándékodat: adj érdemre jobbulást, üdvösséges kimulást; s örök vigasságot adj! |

## Művei magyarul
- Róbert király himnusza a Szentlélekhez In: Babits Mihály: Amor Sanctus – A középkor latin himnuszai, Magyar Szemle Társaság, Budapest, 1933, 98–102. o.
- Jöjj Szentlélek In: Sík Sándor: Himnuszok könyve, Szent István Társulat, Budapest, 1943, 317–319. o.